# John Whitmire
John Harris Whitmire (Hillsboro,  Texas, 13 de agosto de 1949) es un abogado y político estadounidense que actualmente se desempeña como el 63.º alcalde de Houston, Texas, desde 2024. 

## Carrera política
Miembro del Partido Demócrata, Whitmire sirvió en la Cámara de Representantes de Texas de 1973 a 1983 y en el Senado de Texas de 1983 a 2023, representando el Distrito 15, que cubre gran parte del norte de Houston.
En noviembre de 2023, ganó la segunda vuelta de las elecciones para alcalde de Houston, sucediendo a Sylvester Turner. Su campaña se centró en la seguridad pública, prometiendo aumentar los recursos del Departamento de Policía de Houston.